# Pluto au pays des tulipes
Pour plus de détails, voir Fiche technique et Distribution.
Pluto au pays des tulipes (In Dutch) est un court-métrage d'animation américain des studios Disney avec Pluto, sorti le 10 mai 1946.

## Synopsis
Pluto livre du lait aux Pays-Bas. Durant sa tournée, il tombe amoureux de Dinah le teckel. Dans sa joie, il sonne malencontreusement la cloche d'alarme pour les inondations en cas de digue brisée, ce qui lui vaut un banissement de la part du maire.

## Fiche technique
- Titre original : In Dutch
- Titre français : Pluto au pays des tulipes
- Série : Pluto
- Réalisation : Charles A. Nichols
- Scénario : Harry Reeves, Jesse Marsh
- Animation : Brad Case, Jerry Hathcock, George Nicholas, Marvin Woodward
- Décor : Ray Huffine
- Layout : Karl Karpé
- Musique : Oliver Wallace
- Production : Walt Disney
- Société de production : Walt Disney Productions
- Société de distribution : RKO Radio Pictures
- Format : Couleur (Technicolor) - 1,37:1 - Son mono (RCA Sound System)
- Durée : 7 min
- Langue : Anglais
- Pays de production :  États-Unis
- Dates de sortie :
  - États-Unis : 10 mai 1946[1]

## Voix originales
- Pinto Colvig : Pluto / Le maire

## Commentaires
- Le film est situé aux Pays-Bas, ce qui était déjà le cas de Alice Gets in Dutch (1924). Les habitants y sont représentés en costumes traditionnels (pantalons bouffants et sabots) et dotés d'un accent germanique.
- Dinah n'est pas noire dans ce film mais de couleur isabelle, proche de celle de Lady dans La Belle et le Clochard (1955).